# سیارک ۹۹۰۷۰
سیارک ۹۹۰۷۰ (به انگلیسی: 99070 Strittmatter، نامگذاری:2001FA10) نود و نه هزار و هفتادمین سیارک کشف شده‌است که در ۲۲ مارس ۲۰۰۱ کشف شد.